# Okerkuiftangare
De okerkuiftangare (Creurgops verticalis) is een zangvogel uit de familie Thraupidae (tangaren).

## Verspreiding en leefgebied
Deze soort komt voor in de Andes van Colombia tot zuidwestelijk Venezuela en oostelijk Peru (Ayacucho).